# Robert-Guillaume Dardel
Pour les articles homonymes, voir Dardel.
Robert-Guillaume Dardel né à Paris en 1749, et mort à Paris en 1821 est un sculpteur-statuaire et graveur français.

## Biographie
Élève d'Augustin Pajou, il est d’abord connu, avant la Révolution, à travers les gravures de L. Bouteloup (« Le Grand Condé jetant son bâton de commandement dans les retranchements des ennemis et courant, l’épée à la main, pour le reprendre »), de P.F. Legrand (« L’Apothéose de Voltaire ») et principalement du peintre-graveur, Tourcaty, son futur gendre qui conserva nombre de ses esquisses, comme un sculpteur de compositions allégoriques (sur les grands hommes de France, notamment ceux du Grand Siècle tels Pascal ou Bossuet) et de figures mythologiques : « Psyché abandonnée par l’Amour » ; « Le sommeil de Vénus »…. Certains de ses modèles commandés par le Prince de Condé, furent coulés en bronze et placés au Palais Bourbon : Turenne, Bayard, Duguesclin…
Très patriote, il épouse naturellement la cause révolutionnaire. Il est juré du Tribunal criminel du 12 août 1792, puis président de section ; enfin assesseur du juge de paix et commissaire de police de 1792 à 1793. Au salon de 1791, il avait exposé une terre cuite : « Turenne couvrant de son bouclier les Lys de la France». Au Salon de 1793, son inspiration a changé et il présente quatre ouvrages en terre cuite et plâtre : « Jean-Jacques Rousseau », « Newton découvrant la vérité », « Brutus jurant la mort de César » et « La reprise de Calais ». David le fait alors nommer au Conservatoire du Muséum : « Tête active et républicaine, rempli de talent et doué d’une heureuse imagination », selon les propres mots  du grand peintre. En 1796, il est nommé administrateur du Musée de Versailles et professeur d’art dans la même ville.
Après l’avènement de l’Empire, il revient à ses premiers sujets d’inspiration classique et au Salon de 1812, il expose « Virginius tuant sa fille » (Romain qui préfère tuer sa fille plutôt que de la livrer au déshonneur) ; en 1814, les allégories : « Henri IV pleurant dans les bras de la Victoire », « Le Grand Condé couronnant Louis XIV enfant » et une figure mythologique : «  Minerve pacifère ». On lui doit aussi, entre autres, l’allégorie sur le tsar Pierre le Grand (génie éclairant la Russie de son flambeau) et le tombeau de Frédéric II ; les allégories : Apollon ôtant le masque de Voltaire dont il était couvert », « Descartes perçant les ténèbres de l’ignorance »… sans oublier le « Grenadier en grand uniforme » de la face ouest de l’arc de triomphe du Carrousel.
Son  épouse, de son côté, fit de la gravure au pointillé. Elle reproduisit quelques modèles de son mari, dont les allégories de « La Danse » et de « La Musique ».

## Œuvres
- Le Peuple français éclairant le monde (1794), terre cuite, musée de la Révolution française.